# Buhaina's Delight
Buhaina's Delight — студійний альбом американського джазового ударника Арта Блейкі і його гурту The Jazz Messengers, випущений у 1963 році лейблом Blue Note Records.

## Опис
Один з найкращих складів гурту Jazz Messengers: ударник і керівник Арт Блейкі, саксофоніст Вейн Шортер (тут грає на тенор-саксофоні), молодий трубач Фредді Габбард, тромбоніст Кертіс Фуллер, піаніст Седар Волтон і басист Джимі Меррітт. Альбом включає шість класичних композицій сучасного джазу.  

## Список композицій
1. «Backstage Sally» (Вейн Шортер) — 5:58
2. «Contemplation» (Вейн Шортер) — 6:18
3. «Bu's Delight» (Кертіс Фуллер) — 9:20
4. «Reincarnation Blues» (Вейн Шортер) — 6:36
5. «Shaky Jake» (Седар Волтон) — 6:38
6. «Moon River» (Генрі Манчіні, Джонні Мерсер) — 5:12

## Учасники запису
- Арт Блейкі — ударні
- Фредді Габбард — труба
- Вейн Шортер — тенор-саксофон
- Кертіс Фуллер — тромбон
- Седар Волтон — фортепіано
- Джимі Меррітт — контрабас

Технічний персонал
- Альфред Лайон — продюсер
- Руді Ван Гелдер — інженер
- Рід Майлз — дизайн обкладинки
- Леонард Фезер — текст
- Френсіс Вульфф — фотографія